# 1090
| 1090               |
| ------------------ |
| Dødsfald - Fødsler |
|                    |

| Gregoriansk kalender | 1090 MXC                |
| Ab urbe condita      | 1843                    |
| Armensk kalender     | 539 ԹՎ ՇԼԹ              |
| Kinesiske kalender   | 3786 – 3787 己巳 – 庚午 |
| Etiopisk kalender    | 1082 – 1083             |
| Jødisk kalender      | 4850 – 4851             |
| Hindukalendere       |                         |
| - Vikram Samvat      | 1145 – 1146             |
| - Shaka Samvat       | 1012 – 1013             |
| - Kali Yuga          | 4191 – 4192             |
| Iransk kalender      | 468 – 469               |
| Islamisk kalender    | 483 – 484               |

Konge i Danmark: Oluf Hunger 1086-1095
Se også 1090 (tal)